# 키우시델라베르나

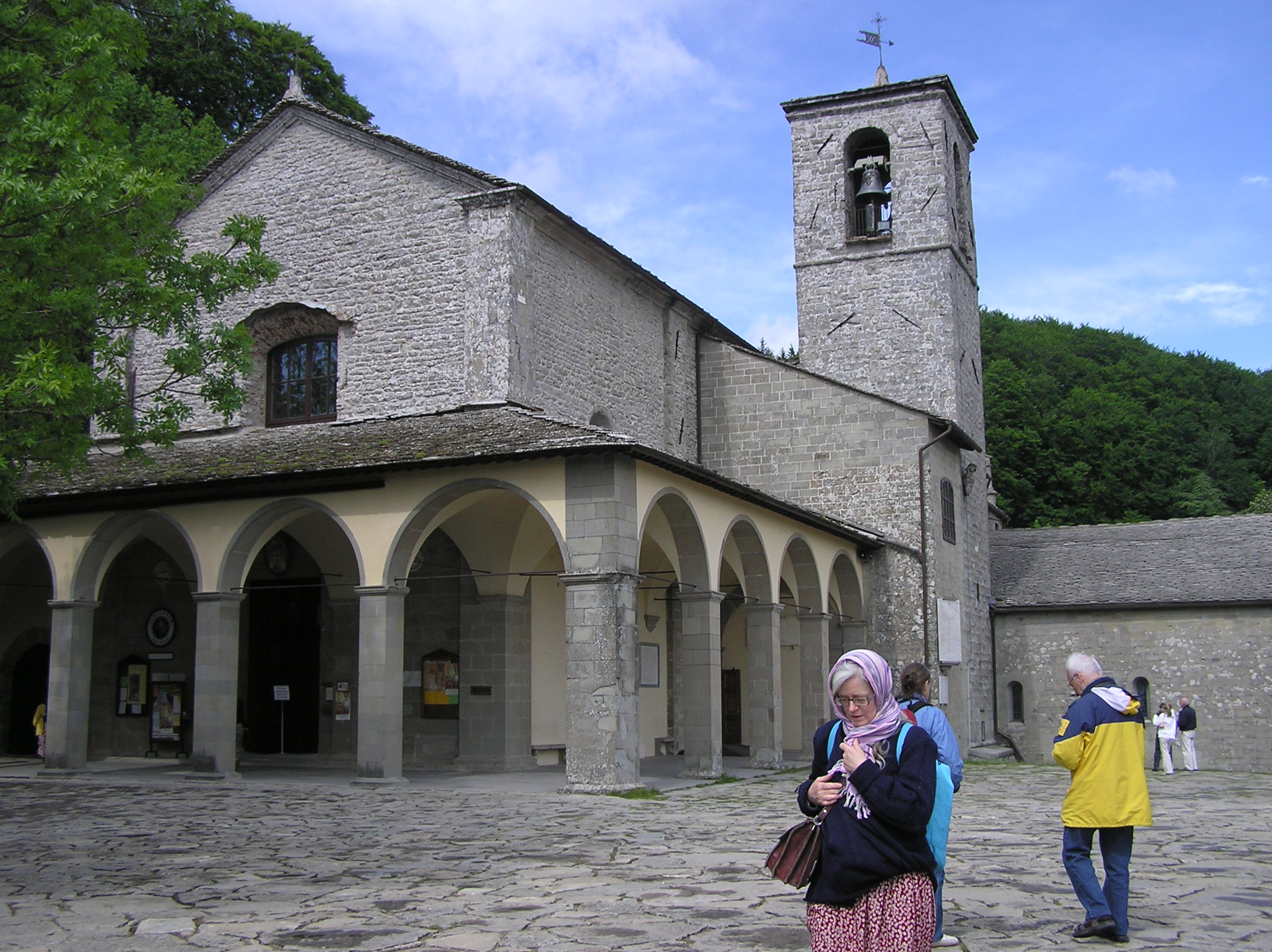
키우시델라베르나 교회

키우시델라베르나(이탈리아어: Chiusi della Verna)는 이탈리아 토스카나주 아레초도에 위치한 코무네로 면적은 102.5 km2, 높이는 960m, 인구는 2,240명(2004년 12월 기준), 인구 밀도는 22명/km2이다. 피렌체에서 동쪽으로 약 60 km, 아레초에서 북쪽으로 약 25 km 정도 떨어진 곳에 위치한다.

## 자매 도시
- 독일 헬름슈타트